# Neoklassischer Metal

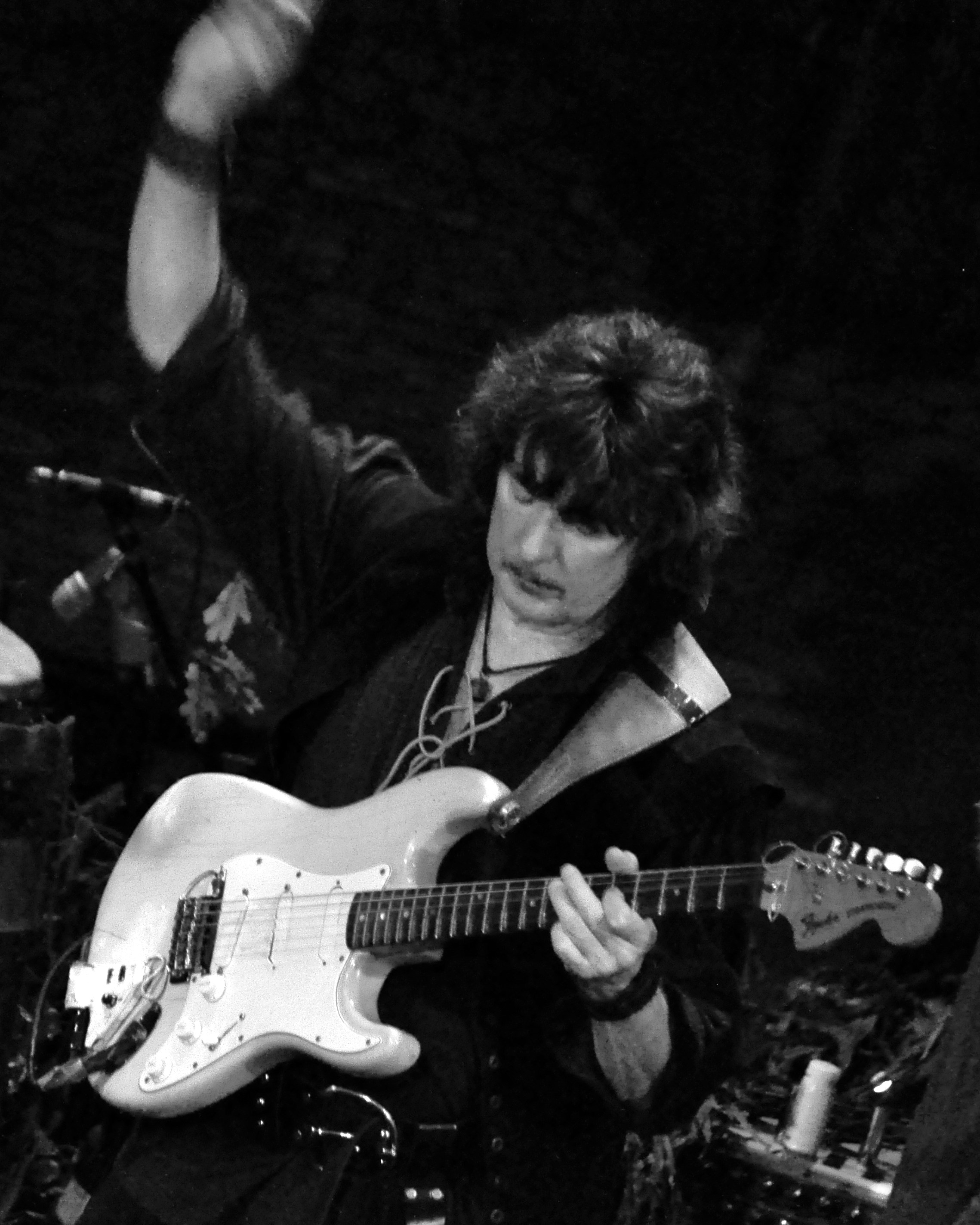
Ritchie Blackmore

Neoklassischer Metal bezeichnet ein Metal-Subgenre, das stark von klassischer Musik beeinflusst ist und sich durch virtuoses Spiel auszeichnet. Ritchie Blackmore, der Gitarrist der Band Deep Purple, gilt als Pionier dieser Musik, da er bereits in den 1970er Jahren klassische Einflüsse mit Bluesrock verband. In den 1980er Jahren wurde der schwedische Gitarrist Yngwie Malmsteen, der von Blackmore beeinflusst war zu einem der wichtigsten Musiker des Genres. Sein Debütalbum Rising Force gilt als wegweisend für die weitere Entwicklung des neoklassischen Metals. Weitere Künstler, die zu diesem Genre gezählt werden können, sind unter anderen Jason Becker, Michael Romeo, Tony MacAlpine und Vinnie Moore.

## Definition und „klassische“ Einflüsse
Die Bezeichnung Neoklassischer Metal erklärt sich aus einem vereinfachten, umgangssprachlichen Gebrauch des Begriffs Klassische Musik. Klassische Musik wird hier als zusammenfassender Begriff für die europäische Musiktradition der Kunstmusik benutzt, obwohl hier eigentlich zwischen den verschiedenen Epochen und Stilen innerhalb dieser Tradition unterschieden werden müsste. Tatsächlich wird der Begriff Klassik im engeren Sinn in der Musik eigentlich nur in Bezug auf die Epoche der Wiener Klassik verwendet. Auch darf die Bezeichnung Neoklassischer Metal nicht in irgendeiner Weise mit dem Neoklassizismus verwechselt werden, da sich der Begriff Neoklassizismus auf diese engere Definition bezieht und nichts mit dem umgangssprachlichen Gebrauch des Begriffs Klassische Musik zu tun hat.
Die Einflüsse des neoklassischen Metal lassen sich nicht auf eine Epoche der europäischen Kunstmusik festlegen. Es lassen sich unter anderem Einflüsse aus der Klassik und ganz besonders aus dem Barock feststellen. So nennt zum Beispiel Yngwie Malmsteen Antonio Vivaldi, Georg Friedrich Händel und Johann Sebastian Bach (dessen „Sound“ Blackmore auch in Highway Star bemerkt haben will) als Einflüsse. Darüber hinaus wurde er schon früh vom sogenannten „Teufelsgeiger“ Niccolò Paganini inspiriert, was seine Vorliebe für Virtuosität und Showeinlagen erklärt. Er bezeichnet Paganini sogar als Rock’n’Roller, da er sehr wild und extrem gespielt habe. Diese Vorliebe lässt sich im gesamten Genre und auch in verwandten Stilen wie Glam Metal, der ungefähr zur gleichen Zeit populär war, beobachten.
Häufig werden auch Stücke von klassischen Komponisten zitiert oder umarrangiert und mit E-Gitarre solo oder mit einer Rockgruppe gespielt (z. B. Yngwie Malmsteen: „Bourrée in e-Moll“ (BWV 996) von J. S. Bach, Vinnie Moore: „April Sky“ (Arrangement von „Air auf der G-Saite (BWV 1068)“), ursprünglich von J. S. Bach).
Die – manchmal nur behaupteten – „Klassikeinflüsse“ der Rockmusiker wurden auch schon Gegenstand von Parodien. So zum Beispiel in der Mockumentary This Is Spinal Tap, in der der fiktive Rockgitarrist Nigel Tufnel ein von ihm komponiertes Klavierstück als Mach Piece bezeichnet, da es angeblich Einflüsse von Mozart und Bach enthält.

## Geschichte des Genres und wichtige Vertreter

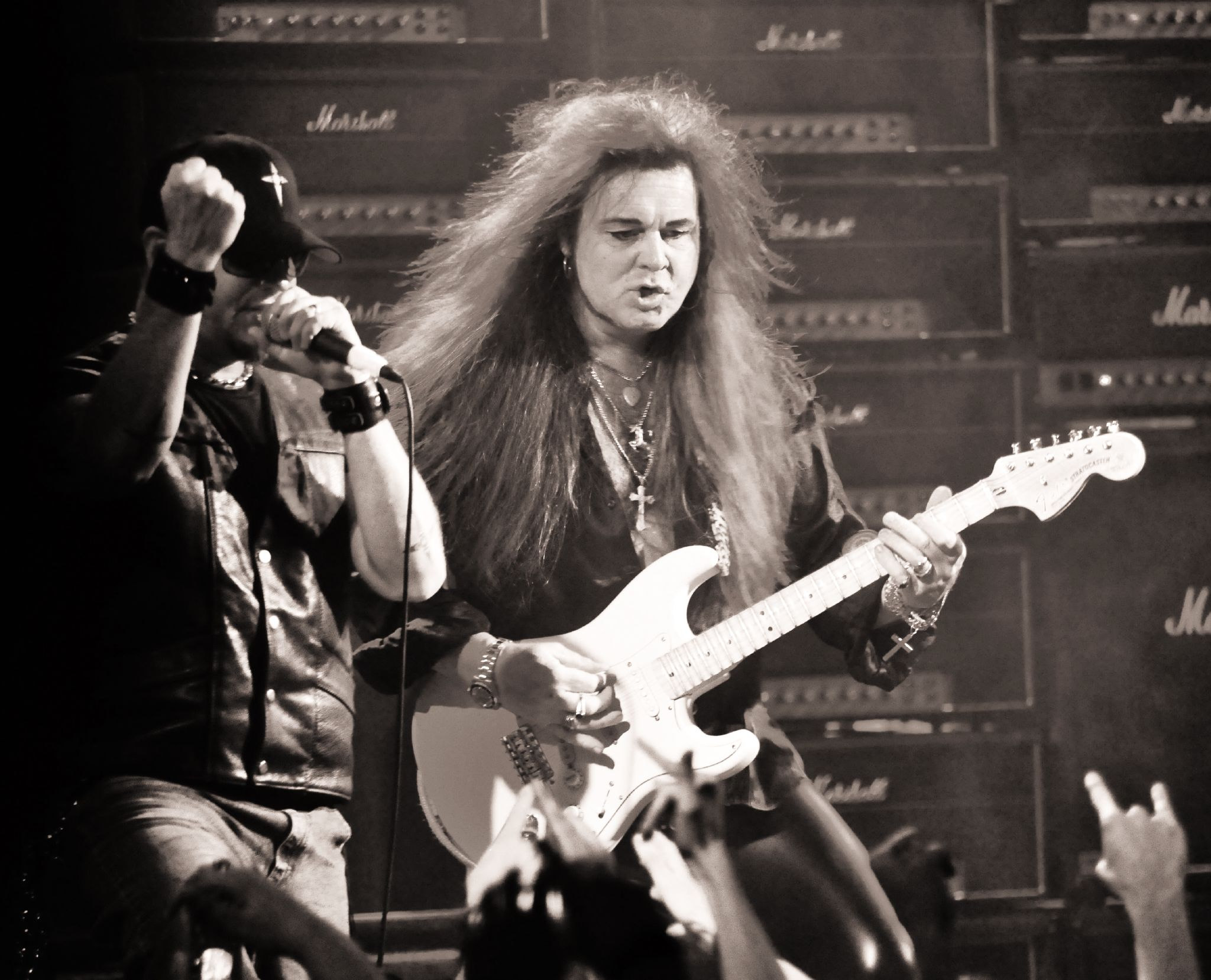
Yngwie Malmsteen (rechts) mit Sänger Tim Owens

In den 1960er und 1970er Jahren gab es bereits viele Alben und Bands, bei denen sich klassische Einflüsse zeigten, wie zum Beispiel Deep Purples Concerto for Group and Orchestra. Klassische Einflüsse lassen sich unter den Gitarristen des Hard Rock und Heavy Metal der 1970er Jahre unter anderem bei Ritchie Blackmore, Uli Jon Roth und später Randy Rhoads feststellen. Zu einem eigenen Genre wurde der neoklassische Metal jedoch erst in den 1980er Jahren. Auch hatten die Gitarristen der 1960er und 1970er Jahre noch nicht die Vorliebe für das schnelle Spiel wie es im neoklassischen Metal üblich ist.
Die Entwicklung des neoklassischen Metal ist eng mit dem sogenannten „shred movement“ verbunden und überschneidet sich mit ihm. Viele Gitarristen aus dieser Bewegung veröffentlichten ihre Alben auf dem Plattenlabel Shrapnel Records von Mike Varney. Varney war es auch, der 1982 den damals noch unbekannten Yngwie Malmsteen in seiner „Spotlight“-Kolumne im Guitar Player Magazine vorstellte und ihm die Einreise in die USA ermöglichte. Andere Gitarristen des Shrapnel-Labels sind unter anderen Tony MacAlpine, Vinnie Moore, Paul Gilbert, Jason Becker und Marty Friedman.

## Neoklassischer Metal heute
Da der Fokus in den 1980er Jahren bei den Veröffentlichungen des Shrapnel-Labels und neoklassischen Veröffentlichungen allgemein auf den virtuosen Fähigkeiten des vorgestellten Gitarristen lag, war die Musik oft sehr „gitarrenlastig“. Aus diesem Grund wurde die Musik häufig nur von Gitarristen oder Gitarrenfans rezipiert, so dass das Genre außerhalb dieser Fangemeinde nicht besonders bekannt wurde. Heute scheint der Fokus nicht mehr nur auf der Gitarrenarbeit zu liegen, wie es die Musik von Künstlern und Bands wie Savatage, Trans-Siberian Orchestra, Stratovarius, Cacophony, Symphony X, Mekong Delta, Rata Blanca, Narnia, Rhapsody of Fire, Time Requiem, At Vance, Versailles Philharmonic Quintet, Galneryus, Mastercastle, Sound Horizon, Necrophagist, First Fragment, Heavenly, Fleshgod Apocalypse, Adagio, Dark Moor, Warmen, Ayreon, Winds und Amberian Dawn zeigt. Auch Metalacts wie Children of Bodom, Protest the Hero und The Human Abstract haben neoklassische Einflüsse.